# Filellum serratum
Filellum serratum is een hydroïdpoliep uit de familie Lafoeidae. De poliep komt uit het geslacht Filellum. Filellum serratum werd in 1879 voor het eerst wetenschappelijk beschreven door Clarke. 